# Koellikerina maasi
Koellikerina maasi är en nässeldjursart som först beskrevs av Browne 1910. Koellikerina maasi ingår i släktet Koellikerina, och familjen Bougainvilliidae.
Artens utbredningsområde är Södra Ishavet. Inga underarter finns listade i Catalogue of Life.